# Республиканская клиническая больница имени Тимофея Мошняги
Республиканская клиническая больница имени Тимофея Мошня́ги (рум. Spitalul Clinic Republican „Timofei Moșneaga”) является первым и крупнейшим медицинским учреждением Молдовы с 795 койками и 22 больничными отделениями. Это главная клиническая база 15 отделений и курсов Государственного университета медицины и фармации имени Николая Тестемицану.
Больница названа в честь её самого длительного главврача, бывшего министра здравоохранения Молдовы, Тимофея Мошняги.

## История
Республиканская клиническая больница им. Тимофея Мошняги (РКБ) первоначально имела статус городской больницы, первое медицинское учреждение в Бессарабии, при строительстве которой участвовали жители Кишинёва. Официальное открытие больницы состоялось 26 декабря 1817 года.
Первое здание муниципальной больницы имело полтора этажа, в котором находилось 5 палат с 36 койками, где лечились пациенты с терапевтическими, хирургическими и гинекологическими заболеваниями. Медицинский персонал также предоставлял амбулаторные медицинские услуги.
В 1842 году, учитывая растущие потребности учреждения, было построено еще одно здание, предлагающее место для специализированных подразделений терапии, хирургии, офтальмологии и заболеваний, передающихся половым путем. В 1860 году штат больницы состоял из врача (который одновременно был менеджером), одного старшего медицинского помощника, 3 младших медицинских помощников, 27 медсестер, льняной хозяйки, клерка, переписчика и священника. На территории больницы функционировала аптека.
В 1870 году начался второй этап в истории больницы, учреждение переведено в подчинение губернского земства. С тех пор его название было преобразовано в Губернскую больницу, и оно уже имело вместимость 100 коек и штат, состоящий из 13 врачей и 40 медицинских помощников.
Со временем потребность в медицинском персонале, особенно в медицинских помощниках и акушерках, становилась все более и более значительной. В ответ на эти потребности, в 1872 году под эгидой Губернаторской больницы была основана школа медицинских помощников и акушерок. Первый выпуск (17 учеников) окончил школу в 1873 году и остался работать в больнице.
В 1876 году был открыт ряд специальных подразделений для различных испытаний, микроскопии, морфопатологии и даже единицы, посвященной экспериментам на животных. Чтобы остановить расширение инфекционных заболеваний, была организована первая группа по вакцинации против оспы. В течение многих лет Губернаторская больница становится важным центром образования и непрерывной подготовки врачей из городов и районов Бессарабии.
Катастрофические последствия двух мировых войн первой половины XX века серьезно повлияли на деятельность Губернской больницы. Взрывы превратили её здания в руины, поэтому их пришлось полностью перестроить и оснастить современными технологическими и медицинскими установками и оборудованием. Больница была переименована в Республиканскую клиническую больницу (РКБ). Институт со временем станет клинической базой для Кишиневского медицинского института. В 1967 году, когда больница отмечала свое 150-летие, у нее было 10 единиц стационарного лечения, республиканская консультативная поликлиника для жителей сельских районов, отдел AVIASAN (санитарная авиация), многочисленные лаборатории и диагностические кабинеты, оснащенные современным оборудованием. Новые подразделения уже функционировали: анестезиология, эндокринология, сердечно-сосудистая, торакальная и челюстно-лицевая хирургия. Здесь также был открыт отдел искусственных почек, один из первых в Советском Союзе. Наиболее ценные клинические методы реализованы в диагностической практике: лапароскопия, спленотическая петрография, флебография, электромиография и другие. Применяются сверхтекучий диализ и дефибрилляция сердца, новые методы анестезии успешно внедряются, создается лаборатория ядерной медицины. Выполняются самые сложные легочные и сосудистые операции, абдоминальная хирургия постоянно улучшается, а в 1961 году происходит первая успешная операция на сердце. К 1966 году 10 000 пациентов получили медицинскую помощь в РКБ.
В 1977 году было возвышенно новое здание РКБ. Это новое современное местоположение позволило значительно повысить качество и эффективность медицинского обслуживания населения, улучшить и диверсифицировать методы диагностики и деятельность лабораторий и специализированных подразделений. В результате в больничной практике было внедрено более 200 новых методов диагностики и лечения.
Профессиональный уровень персонала также был в постоянном росте. В период 1966-1996 гг. 50 врачей получили степень кандидата медицинских наук,  а 5  степень доктора. Специалисты принимали участие в международных конгрессах, симпозиумах и конференциях, представляя их ценные отчеты. В течение первого периода перехода к рыночной экономике, больница находилась в довольно сложной ситуации, которая начала меняться к лучшему с внедрением, в 2004 году, системы медицинского страхования. В настоящее время больница функционирует на основе договора с Национальной компанией по медицинскому страхованию, благодаря чему учреждение получает ритмическое финансирование. Преимущества этой системы медицинского страхования очевидны - проблем с поставками лекарств нет, больница часто переоснащается современным медицинским оборудованием, внедряются новые медицинские услуги и методы лечения, особенно в области хирургии, включая не инвазивную хирургию. Впервые количество диагностических исследований превысило цифру в один миллион. Квота сельских жителей в общем числе пациентов, лечившихся специалистами больницы, составляет более 85%.
C 19 июля 2017 года, согласно постановлению Правительства Республики Молдова, РКБ носит имя её бывшего главврача Тимофея Мошняги, который руководил больницей более 40 лет.
26 декабря 2017 года, в дату 200-летнего юбилея основания мед учреждения, РКБ им. Тимофея Мошняги была удостоена высшей государственной наградой, Орденом Республики.
В настоящее время Республиканская клиническая больница им. Тимофея Мошняги имеет 795 коек и 22 отделения и 1700 квалифицированных специалистов. Это клиническая база 15 отделений Государственного университета медицины и фармации им. Николая Тестемицану и ее программы непрерывного обучения. В сотрудничестве с преподавательским составом университета специалисты больницы могут оказать медицинскую помощь высокого качества.

## Главврачи
- Николай Тестемицану (1955—1958)
- Юлиан Касперский (1958—1960)
- Тимофей Мошняга (1960—1994; 1997—2003)
- Дмитрий Донец (и. о. 1994—1997)
- Михаил Оуш (2003—2010)
- Андрей Усатый[рум.] (2010—2011)
- Сергей Попа (и. о. 2011—2015)
- Анатолий Чуботару (2015—2020)
- Андрей Ункуца (с 2020)

## Награды
- Орден Республики (26 декабря 2017 года, в знак признания особых заслуг в развитии здравоохранения, за профессионализм, проявленный медицинским персоналом при внедрении передовых методов диагностики и лечения, и значительный вклад в подготовку высококвалифицированных специалистов.)[5]